# 対峙
| ウィキペディアには「対峙」という見出しの百科事典記事はありません（タイトルに「対峙」を含むページの一覧/「対峙」で始まるページの一覧）。 代わりにウィクショナリーのページ「対峙」が役に立つかもしれません。 |